# Dolors Genovès
Maria Dolors Genovès i Morales ( Barcelona, 17 de septiembre de 1954 - 5 de julio de 2022 ) fue una periodista e historiadora catalana residente en Premià de Dalt desde la década de 1980. 

## Biografía
Licenciada en Ciencias de la Información y Filosofía y Letras y en la Universidad Autónoma de Barcelona y en Filología Catalana en la Universidad de Barcelona. Formó parte de Televisió de Catalunya (TVC) desde sus inicios, en 1984, donde se convirtió en directora de documentales históricos en 1992  y trabajó hasta que se jubiló en 2015. 
Sus documentales en TVC destacaron por no rehuir temas polémicos, como el asesinato de Andreu Nin (Operación Nikolai, 1992), por el que recibió el Premio Ajoblanco a la Audacia en 1993, o el fusilamiento de Manuel Carrasco y Formiguera en Sumaríssim 477, que provocó acciones legales de los descendientes de Carles Trias y que acabaron con una sentencia favorable del Tribunal Constitucional de España. También dirigió Adeu Espanya? en 2010, que continuaría en 2013 con Hola Europa!. 
Se doctoró en Humanidades y Comunicación por la Universidad Ramon Llull. 
Fue profesora de la asignatura Documental de Creación, directora de los trabajos de fin de grado en la facultad de Comunicación Blanquerna y miembro del consejo de redacción de la revista Trípodos del propio centro universitario. 

## Reconocimientos
Obtuvo algunos premios, como el Primer Premio Cinema-Rescate a la mejor utilización de imágenes de archivo para Chomón, Barcelona, en 2002, y el Premio a la mejor producción para Roig i negre en el Primer Festival Internacional Memorimage de Reus (2006). 
En 2019 fue premiada con el premio a la Trayectoria Profesional, en el marco de los Premios de Comunicación No Sexista que concede la Asociación de Mujeres Periodistas de Cataluña (ADPC).  

## Obras

### Libros
- Las Barcelonas de Porcioles . Ediciones Proa . Barcelona, 2005 [7]

### Documentales
- Dalí (TVC, 1985)
- In memoriam (TVC, 1986) [6]
- Operación Nikolai (TVC, 1992) [5]
- 1968 (TVC,1993) [6]
- L'or de Moscou  (TVC, 1994) [10]
- Sumaríssim  477 (TVC, 1994) [5]
- 4 dies de novembre  (TVC, 1995) [6]
- Després del diluvi  (TVC, 1995) [6]
- Cambó (TVC, 1996) [6]
- Cuba, siempre fidelísima (TVC, 1998) [6]
- Sapientíssims  (TVC, 2000) [6]
- Chomón (TVC, 2001) [7]
- JJoan March, els negocis de la guerra (TVC, 2003) [6]
- Els viatges de Mona Lisa (La Productora/TVC, 2003) [6]
- Abecedari Porcioles (TVC, 2004) [6]
- Roig i Negre  (TVC, 2006) [7]
- Entre el jou i l'espasa (TVC, 2007) [6]
- Topografia de la memòria (TVC/La Productora, 2008) [6]
- Adéu, Espanya? (TVC/Brutal Media 2010) [5]
- Hola, Europa! (TVC/Brutal Media 2013) [5]
- Déu, amb accent (2014) [11]